# Leslie Odom Jr.
Leslie Odom Jr. (/ˈoʊdəm/, nascido 06 de agosto de 1981) é um ator e cantor estadunidense. Ele mais é conhecido por ter interpretado o papel de Aaron Burr no musical da Broadway Hamilton, pelo qual ganhou o Tony Award de 2016 e o Grammy de melhor álbum de teatro musical como vocalista principal. Seus papéis na televisão incluem Sam Strickland na série Smash (2012–2013). Ele também é o autor do livro Failing Up.

## Vida pessoal
Odom é casado com a atriz Nicolette Kloe Robinson desde 1º de dezembro de 2012. Sua filha, Lucille Ruby, nasceu em 23 de abril de 2017. 